# Domingo Zalazar
Domingo Omar Zalazar (ur. 10 sierpnia 1986 w Verze) – argentyński piłkarz występujący na pozycji napastnika.